# انتخابات الرئاسة البولندية 2005
انتخابات الرئاسة البولندية 2005 هي الانتخابات الرئاسية التي جرت في 23 أكتوبر 2005، لانتخاب رئيس بولندا.، فاز بالانتخابات ليخ كاتشينسكي.

## المرشحين
| المرشح        | الحزب | عدد الأصوات |
| ------------- | ----- | ----------- |
| ليخ كاتشينسكي |       |             |